# Gornje Kusonje
Gornje Kusonje – wieś w Chorwacji, w żupanii virowiticko-podrawskiej, w gminie Voćin. W 2011 roku liczyła 13 mieszkańców.